# Pブロック元素
Pブロック元素とは、第13 - 18族に属する元素である（ただしヘリウムを除く）。全て典型元素。このブロックではP軌道に電子が満たされていく。PブロックのPは、英語の principal に由来する。

## 属する元素
第2周期ホウ素 (B)、炭素 (C)、窒素 (N)、酸素 (O)、フッ素 (F)、ネオン (Ne)
第3周期アルミニウム (Al)、ケイ素 (Si)、リン (P)、硫黄 (S)、塩素 (Cl)、アルゴン (Ar)
第4周期ガリウム (Ga)、ゲルマニウム (Ge)、ヒ素 (As)、セレン (Se)、臭素 (Br)、クリプトン (Kr)
第5周期インジウム (In)、スズ (Sn)、アンチモン (Sb)、テルル (Te)、ヨウ素 (I)、キセノン (Xe)
第6周期タリウム (Tl)、鉛 (Pb)、ビスマス (Bi)、ポロニウム (Po)、アスタチン (At)、ラドン (Rn)
第7周期ニホニウム (Nh)、フレロビウム (Fl)、モスコビウム (Mc)、リバモリウム (Lv)、テネシン (Ts)、オガネソン (Og)